# James Stuart (arquitecto)

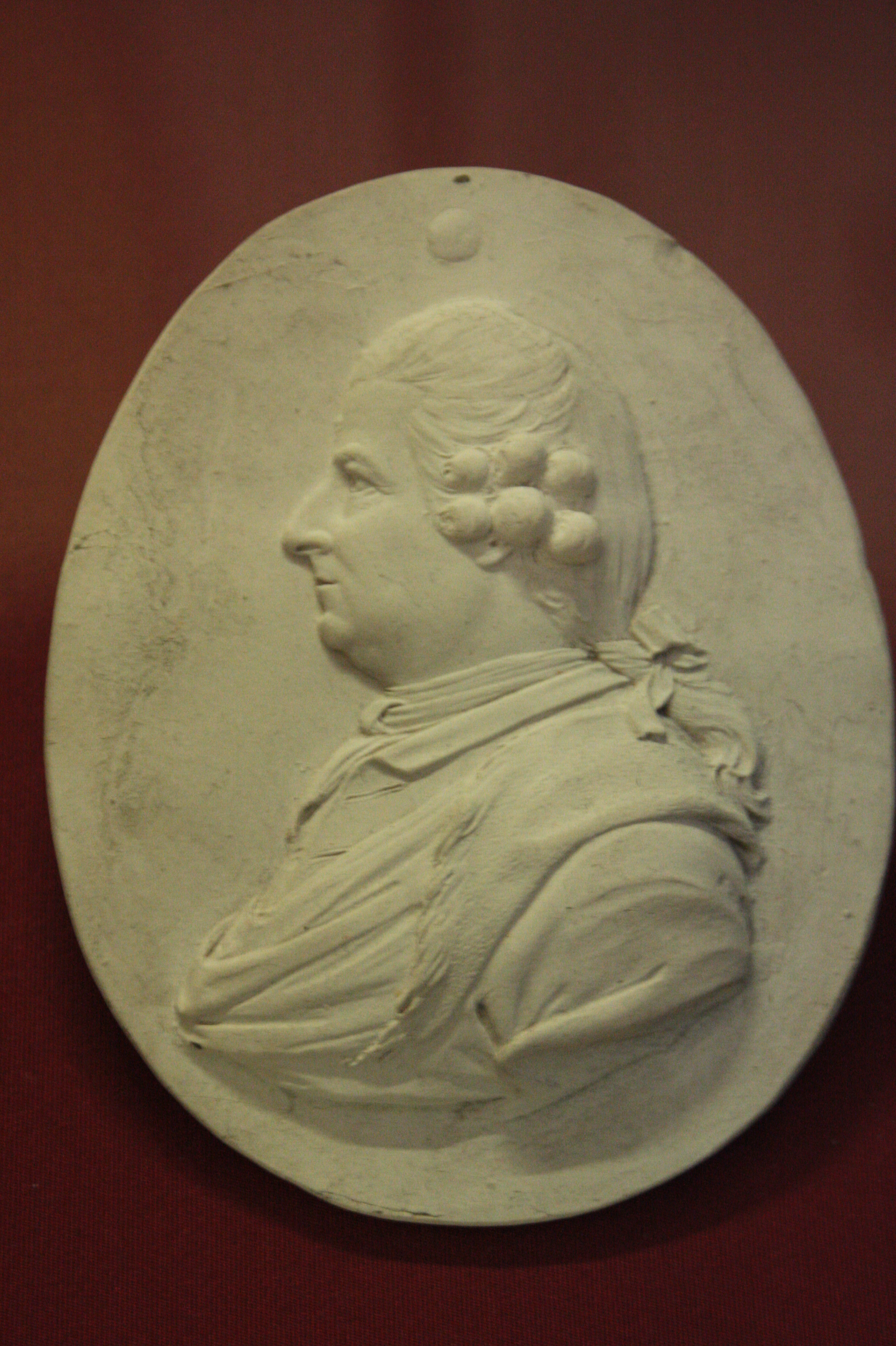
James Stuart. Miniatura temprana hecha por Josiah Wedgwood, en el British Museum.

James Stuart (Londres, 1713-Londres, 2 de febrero de 1788), conocido también como El ateniense (James "Athenian" Stuart), fue un arqueólogo, arquitecto y artista escocés, y una de las piezas clave del surgimiento de la arquitectura neogriega en Inglaterra.

## Vida

### Primeros años
Stuart nació en el año de 1713 en Creed Lane, Londres. Era hijo de un marinero escocés que murió cuando su hijo era muy joven. Demostró ser un artista talentoso cuando su familia vivía en la en pobreza. Se hizo aprendiz de pintor para apoyar económicamente a la familia. Alrededor de 1742, se las arregló para viajar a Italia para mejorar sus conocimientos artísticos, trabajando allí como cicerone y como pintor, aprendiendo latín, italiano y griego, y estudiando la arquitectura y el arte de Roma y de Italia. Fue entonces cuando realizó su primer trabajo importante, el tratado ilustrado del obelisco egipcio de Psammetichus II, parte del libro De obelisco Caesaris Augusti, de A.M. Bandini. En esa época, conoció también a Nicholas Revett, un arquitecto amateur, joven y noble que realizaba su Grand Tour.

### Nápoles y Grecia
En 1748 Stuart se unió a Revett, Gavin Hamilton y al arquitecto Matthew Brettingham el Joven , en un viaje a Nápoles para estudiar las ruinas antiguas y, desde allí, viajaron a través de los Balcanes (haciendo una parada en Pula), hasta Grecia. Visitaron Salónica, Atenas, y un templo jónico a orillas el río Ilissus entre otros, haciendo dibujos y medidas cuidadosas de las antiguas ruinas.

### Antigüedades de Atenas

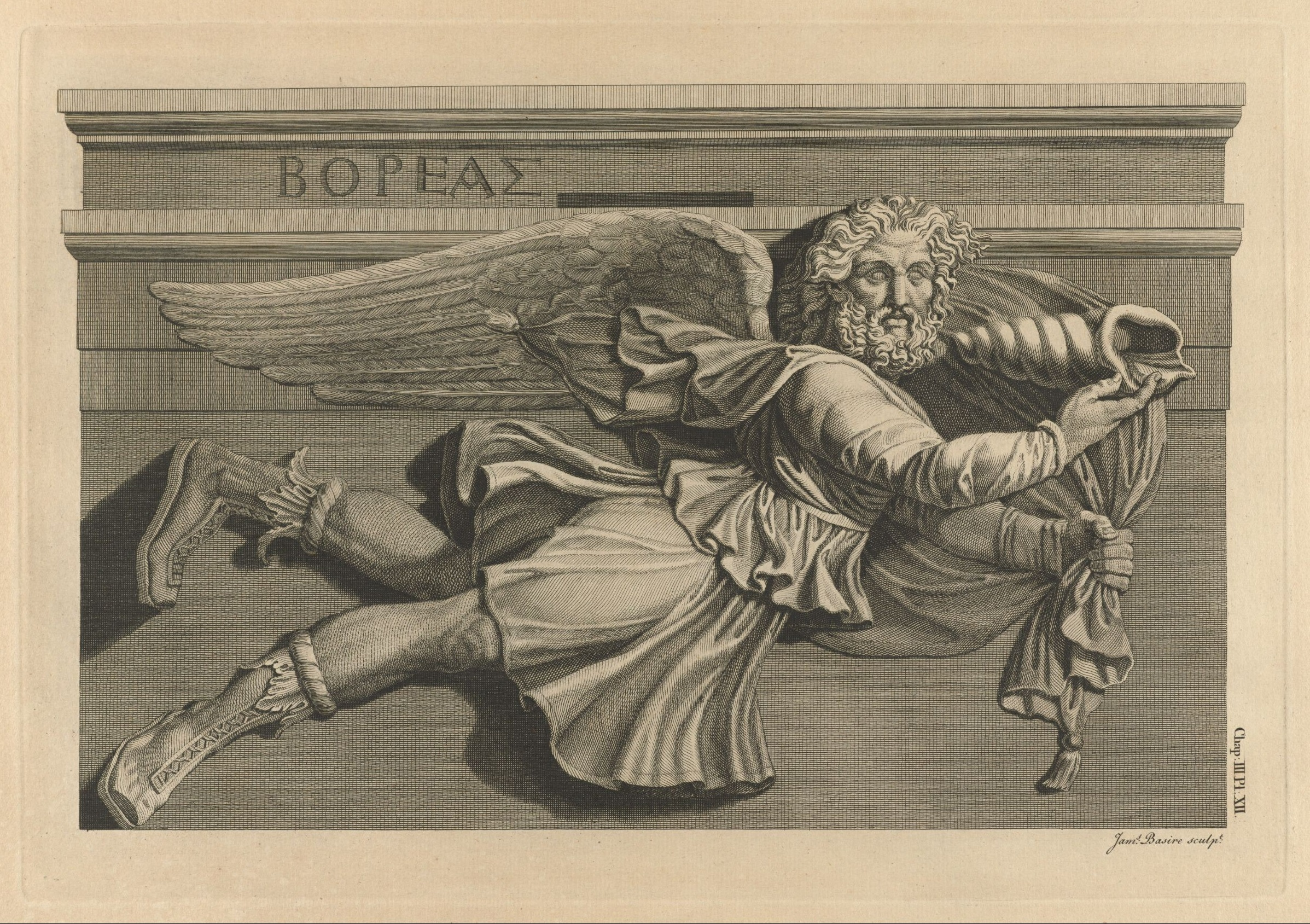
Ilustración de Las Antigüedades de Atenas, 1762

Stuart y Revett regresaron a Londres en 1755 y publicaron su trabajo llamado, Las Antigüedades de Atenas y Otros Monumentos de Grecia, en 1762. El primer volumen tuvo más de quinientos suscriptores aunque pocos de ellos eran arquitectos o constructores, limitando eso, su impacto como guía de diseño. Sin embargo, más adelante, la publicación sería clave en el resurgimiento de las artes griegas en la arquitectura europea. Sus ilustraciones estaban entre las primeras de su tipo y el trabajo fue celebrado por anticuarios, investigadores y caballeros aficionados a la historia. William Hogarth satirizó la  meticulosa representación del detalle arquitectónico en su grabado de 1761, los Five  Orders of Periwigs.
En abril de 1758, Stuart fue elegido miembro asociado de la Royal Society, «El señor James Stuart de Grosvenor Square, pintor, historiador y arquitecto, eminente en su profesión y quién particularmente se ha aplicado al estudio de la antigüedad, durante una larga residencia en Grecia e Italia, como aparecerá ahora en la publicación de un trabajo  hecho por él en cuatro volúmenes en folio, titulado, «Las antigüedades que quedan en la ciudad de Atenas y provincia de Ática».

### Trabajo en Inglaterra
En su regreso a Inglaterra, también trabajó como diseñador de interiores, diseñador de medallas y arquitecto, creando el primer trípode en metal desde la antigüedad. Construyó y remodeló casas de campo, edificios, y casas en la ciudad (por ejemplo Shugborough Hall, Hagley Hall, la casa Spencer y el Templo de los Vientos), creando ilustraciones para libros, diseñando medallas conmemorativas y tumbas. También se le nombró inspector del Hospital Naval Real de Greenwich.

### Vida tardía
Las inusuales prácticas comerciales de Stuart (posiblemente explicadas por una gota crónica y una salud deteriorada, así como por una repentina fortuna privada: un informe contemporáneo sobre su muerte en The World declaró que «inesperadamente para muchas personas, [Stuart] ha muerto en posesión de muchas propiedades, provenientes de hipotecas de nuevos edificios en Marybone»), atrajeron comentarios adversos desde finales de la década de 1760. Hacia 1780, Stuart se aficionó a la bebida y a los bolos. Sus enemigos incluso le acusaron de 'Epicúreo' en referencia a su alcoholismo y a su segundo matrimonio a los 67 años, con Elizabeth, una asistenta de 20 años, con quien tiene cinco niños, de los cuales dos murieron antes que él. Su primer matrimonio había sido con alguien descrito en diferentes sitios como su ama de llaves.
Stuart continuó trabajando intermitentemente, y regresó al trabajo de Las Antigüedades de Atenas, pues la obra seguía inacabada al momento de su muerte en 1788, con la publicación del volumen final en 1816, cuando el resurgimiento griego empezaba a convertirse en la fuerza dominante en la arquitectura británica. Murió el 2 de febrero de 1788 en su casa, en el lado del sur de Leicester Square, Londres. Sus restos se encuentran en la cripta de la cercana iglesia de St Martin-in-the-Fields.
Sus edificios en Londres formaron parte de la divulgación del gusto neoclásico. Su obra, Las Antigüedades de Atenas permitió que muchos arquitectos, escultores y diseñadores en Europa y Estados Unidos, por primera vez pudieran utilizar el neoclásico sin tener que ir a Grecia. Las Antigüedades de Atenas fue una guía fundamental durante los dos siglos siguientes. La primera retrospectiva de su vida y obra se realizó en el Victoria and Albert Museum a principios de 2007.

## Galería de trabajos

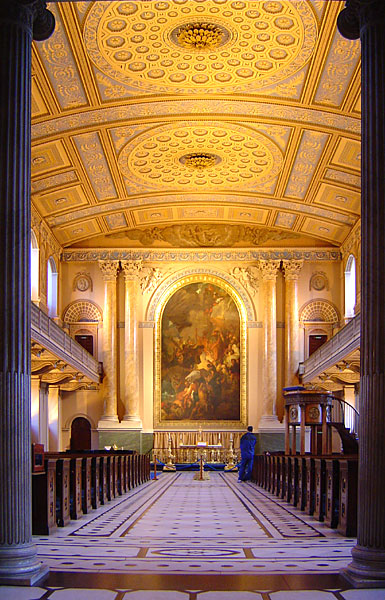
Capilla en el Greenwich Hospital
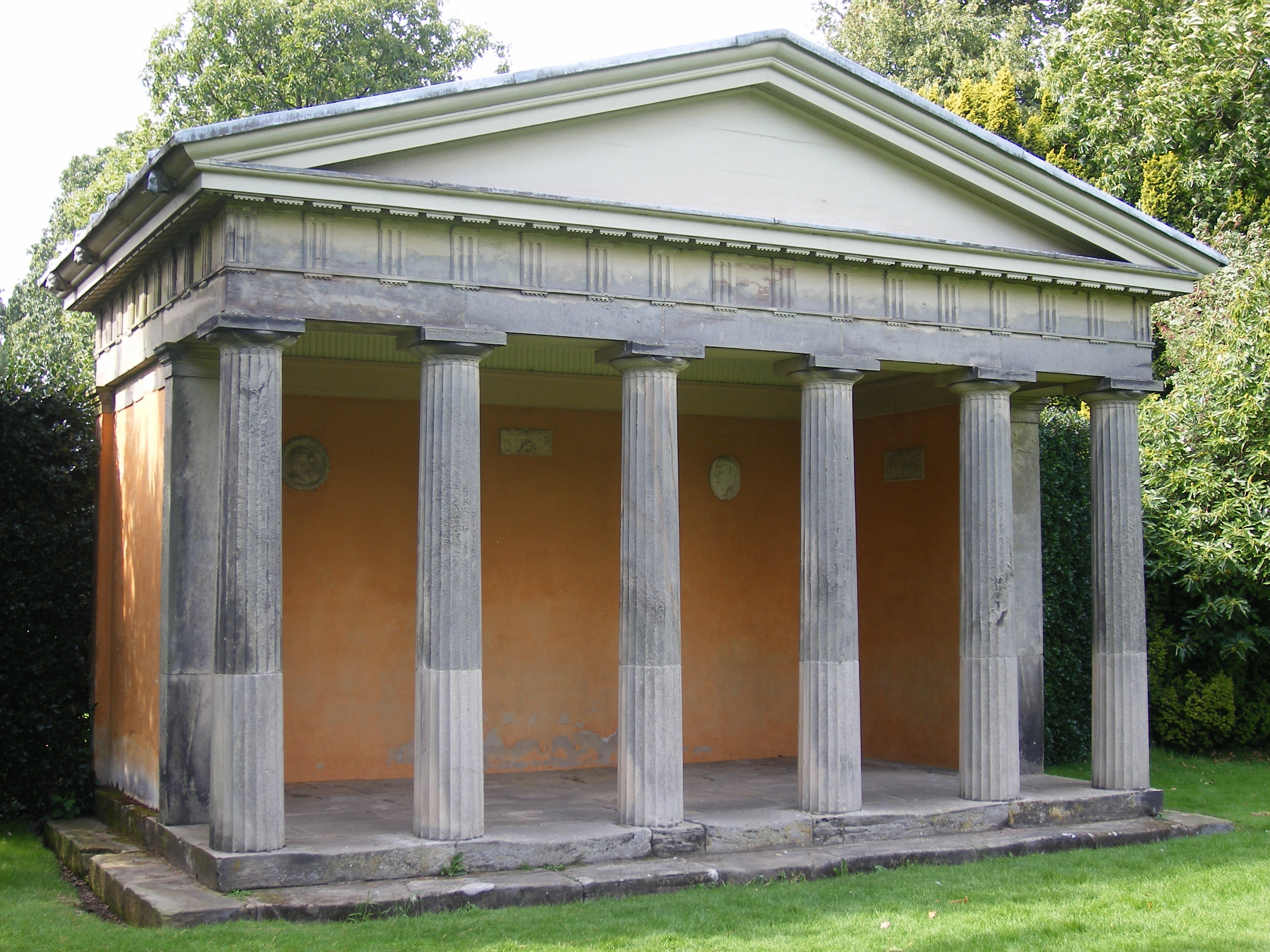
Templo Dórico en Shugborough Hall
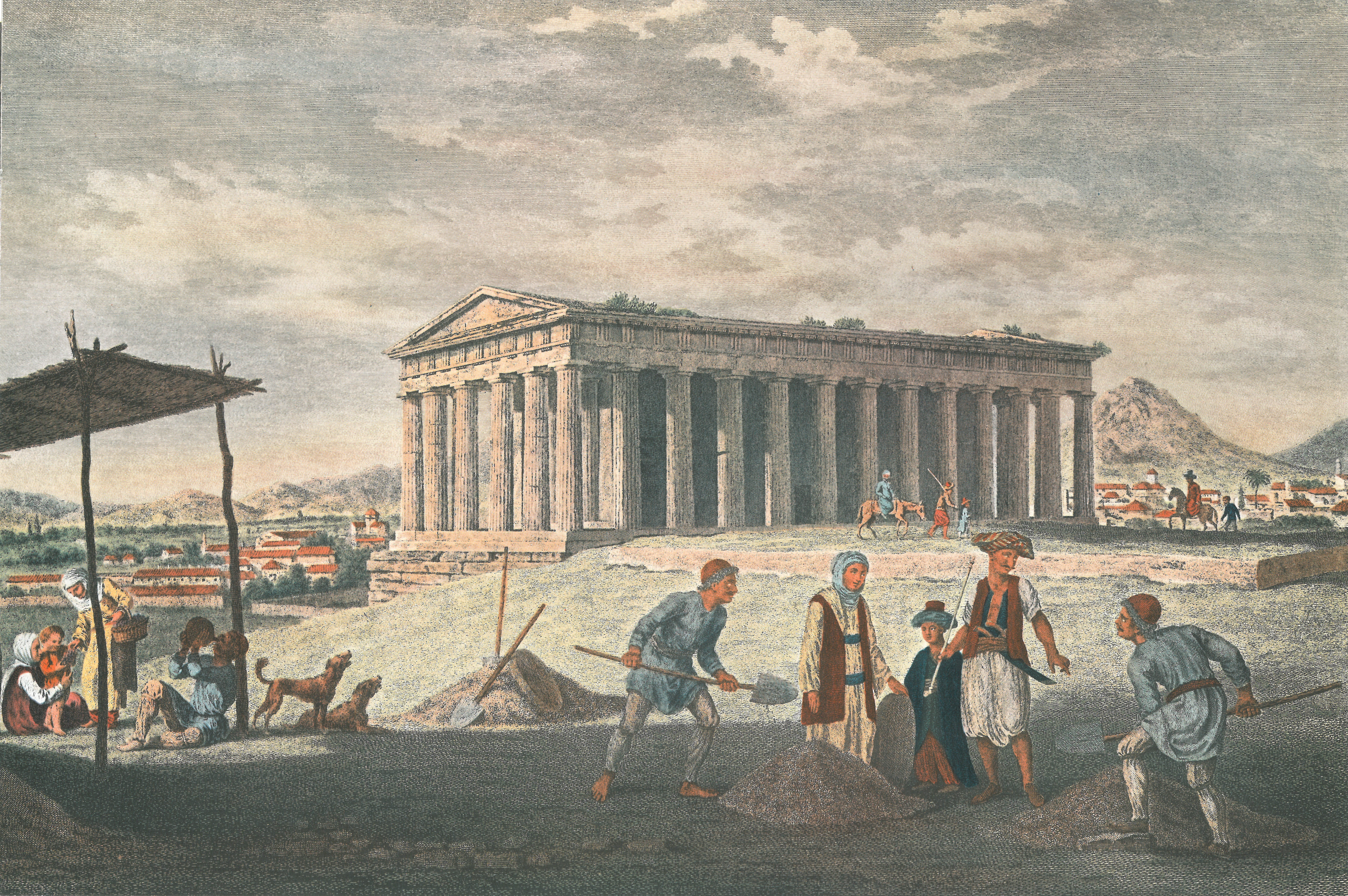
Templo de Hefesto en Atenas, pintado por Stuart